# Modjo
Modjo var en fransk housegrupp bestående av producenten Romain Tranchart och sångaren Yann Destagnol. Modjo blev välkända 2000 med låten Lady (Hear Me Tonight) som bygger på en sampling av låten Soup For One av Chic. Därefter kom låten Chillin’, som bygger på en sampling av Chics Le Freak.
Modjo splittrades 2002 efter fyra år.